# ミントアベニュー
有限会社ミントアベニューは、日本の芸能事務所。映像制作企画、制作なども行っている。

## 所属タレント
- 俳優
  - 熊本浩武
- 脚本家
  - 藤森俊介

## 過去に所属していたタレント
- 内田量子
- 沖田裕樹
- 加藤優磨
- 小林強
- 冨永みーな
- 奈賀毬子
- 福澤重文
- 古山憲太郎
- 夛留見啓助